# Rankweil
Rankweil là một đô thị thuộc huyện district of Feldkirch, Vorarlberg, Áo. Đô thị Rankweil có diện tích 21,87 km², dân số thời điểm cuối năm 2005 là 11.614 người.